# نگوین خان
نگوین خان (انگلیسی: Nguyễn Khánh; ۸ نوامبر ۱۹۲۷ – ۱۱ ژانویهٔ ۲۰۱۳) سیاست‌مدار اهل ویتنام بود. وی از دو مرتبه از ۸ فوریه ۱۹۶۴ تا ۲۹ اوت ۱۹۶۴ و از ۳ سپتامبر ۱۹۶۴ تا ۲۶ اکتبر ۱۹۶۴ نخست‌وزیر ویتنام جنوبی بود.
نگوین خان در ۱۱ ژانویه ۲۰۱۳، در سن ۸۵ سالگی در سن خوزه، کالیفرنیا درگذشت.